# عكثب (حبيش)

تعديل مصدري - تعديل

عكثب هي إحدى قرى عزلة وادي المعقاب بمديرية حبيش التابعة لمحافظة إب، بلغ تعداد سكانها 370 نسمة حسب تعداد اليمن لعام 2004.